# 四納言
四納言（しなごん）とは、平安時代中期一条天皇の時代に活躍した4人の公卿（源俊賢・藤原公任・藤原斉信・藤原行成）の称。藤原斉信が大納言、他の3名が権大納言まで昇ったことからこの称がある。「寛弘の四納言」とも言う。

## 概要

### 「恪勤上達部」
「四納言」という言葉は、『十訓抄』（第一、四納言事）に由来し、漢の高祖の時代に実在した「四皓」（『史記』留侯世家）と呼ばれる賢者に擬えられたと言われている。また、『続本朝往生伝』には当時この4人の他に5名（藤原実資・源扶義・平惟仲・藤原有国、他1名は不詳）を加えた「九卿」が存在したという。
四納言の面々は藤原道長政権を積極的に支えた公卿であった。道長と距離を保っていた藤原実資の日記『小右記』寛弘2年5月14日（1005年6月23日）条には、「右衛門督以下恪勤上達部伺候云々、以七八人上達部世号恪勤上達部、朝夕致左府之勤歟」と記されている。「恪勤」には職務に精励するとともに、高官に仕える身分の低い従者（侍）の意味を持っており、実資は右衛門督（藤原斉信）以下の上達部（公卿、ここには俊賢・公任・行成を含む）が左府（左大臣藤原道長）の従者に成り下がったと嘲笑したと解されている。反対に「賢人右府」と呼ばれた実資がこの賢者の代表とされる四納言に含まれないのは、彼が右大臣に昇ったこともあるが、実資は有職故実に通じた賢人でかつ小野宮流の嫡流であったことから、道長の権勢に対抗することが可能な状況にあったところが大きい。

### 源俊賢
源俊賢は安和の変で失脚した左大臣源高明の子であり、高明が著した儀式書『西宮記』の継承者であった。父の件が理由で叙爵が17歳と他の公卿が平均15歳で受けるのに比較して大きく出遅れた。だが、妹の源明子が道長に嫁いだことで摂関家との関係を持ち、権大納言に昇ったのが59歳と昇進自体は決して順調とは言えなかったものの、道長との縁戚関係を利用して他の貴族・官人との仲介役を務め、道長のための政治資金の調達などの役割を担った。藤原実資は俊賢を「貪欲謀略其聞共高之人也」（『小右記』寛弘8年7月26日条）と非難している。なお、寛仁3年（1019年）に発生した刀伊の入寇の際に藤原実資と四納言が激しく議論したことで知られる朝議に彼の名前が無いのは、彼が既に権大納言の上表（辞表の提出）を行っていたため（同年10月に受理）に召集されなかったためであるが、その後事情を知った俊賢は藤原実資に意見を具申している（『小右記』寛仁3年9月23日条）。

### 藤原公任
藤原公任は『大鏡』に描かれた幼少期の藤原道長が強いライバル意識を持った相手として知られているものの、実際には寛和2年6月10日の内裏歌合で若手貴族の代表として道長・斉信ともに選ばれるなど、青年時代から共に行動することが多かった。また、関白藤原頼忠の子として天元3年2月15日に内裏にて円融天皇自らの加冠により元服して異例の正五位下が授けられる（『日本紀略』・『扶桑略記』、ただし後者には同3年条に誤って入れられている）など、将来が期待されていた。実際に四納言の中で唯一、藤原道長が政権の座に就く以前に参議に昇進している（正暦3年（992年）8月）。また、和歌・漢詩・管弦に優れ、『和漢朗詠集』・『北山抄』などの著作が知られている。政治的にはその後、九条流の台頭と小野宮流の劣勢に際しては従兄弟の実資とは違って道長と接近し、その子藤原教通を娘婿にすることで連携を強めた。だが、寛仁年間に入ると、斉信に昇進を越されるようになり、娘の死も重なった結果、出家を決意する。『栄花物語』（巻27）では既に出家していた道長が公任のために衣装を贈る場面が描かれている。結果的には四納言の中で最も長寿を保つ。

### 藤原斉信
藤原斉信は太政大臣藤原為光の子で道長の従兄弟にあたる。前述のように寛和2年の歌合では道長・公任とともに招かれたが、道長・公任より1つ年下であった斉信は最年少の召人であった。同2年10月から1年間道長とともに左近衛少将を務めている。蔵人頭時代に関白藤原道隆が重篤となり、息子である藤原伊周の内覧宣旨を巡る騒動が発生している。四納言のうち、もっとも道長と親しかったのは斉信であったと考えられ、道長が出家後の万寿元年（1024年）に病気療養のために有馬温泉に向かった際に斉信も同行している。更に道長の娘である彰子・威子の中宮大夫、外孫である敦成親王（後一条天皇）の春宮大夫に任じられ、寛仁4年（1020年）に四納言中唯一の大納言に昇進し、その翌年に藤原実資が右大臣に転じた後は唯一の正官の大納言であった。その後、斉信はあと一歩に迫った大臣の地位に就任することを願って度々祈祷を行い、彼と大臣の地位を争い先に就任した藤原実資は不快の念を『小右記』に記している。だが、若くして大臣となった藤原頼通・教通兄弟及び当時としては稀に見る長命を保った実資の3大臣を前に遂に斉信が大臣になることはなかった。

### 藤原行成
藤原行成は摂政藤原伊尹の孫であるが、幼くして祖父と父を失い、外祖父に育てられた。後世に三蹟の1人として知られる書家として歴史に名を残すが、能吏としても知られており、若き頃は不遇であったが源俊賢の推挙を受けて抜擢され、一条天皇の蔵人頭を6年間にわたり務め、長保3年（1001年）2月には当時3歳で前年に生母定子を失った第一皇子敦康親王の家別当に任じられるなど、天皇第一の側近として活躍した。その一方で、藤原道長の政権確立のために行った2つの出来事――中宮定子がいるにもかかわらず道長の娘・彰子を一条天皇の后妃に立てて「一帝二后」を実現させたこと、第一皇子の敦康親王がいるにもかかわらず道長の外孫である第二皇子の敦成親王（後一条天皇）を次期東宮に擁立したこと――は、いずれも道長の意向を受けた行成が一条天皇に迫ったことが行成の日記『権記』に記されている。また、道長が病気で一時重態になった際には行成を呼んで嫡男鶴君（頼通）の後見を依頼する程の信頼を得ていた。だが、その一方で一条天皇が死の床で最後まで側に置いたのも行成であり、また皇位継承から排除された敦康親王が20歳の若さで急死するまで親王家別当として最後まで親王を庇護したのは行成その人であった。また、公務に関しては時には強引な道長の方針と対立する場合もあった。行成は道長から厚い信頼を受ける一方で、他の3名と道長との関係と比較すると、行成と道長の間には若干の距離があったようである。なお、道長の子長家の正室には初めは行成の娘が嫁いでいたが早世し、続いて斉信の娘が嫁いでいるがやはり早世している。その後、行成は別の娘を嫁がせようとしたが道長から拒絶され、道長は実資の娘千古との縁談を進めようとしたが、今度は長家が拒絶したためにともに実現しなかったという。

### 「四納言」の時代の終わり
寛仁3年（1019年）藤原道長が出家したその年に源俊賢が致仕、続いて万寿元年（1024年）に藤原公任も致仕して2年後に出家した。万寿4年（1027年）6月に俊賢が死去すると、12月4日に藤原道長と藤原行成が同日に死去した。長元8年（1035年）、最後まで大臣の地位に望みをつないでいた藤原斉信が死去、最後に公任が長久2年（1041年）に没している（なお、斉信が生前望んでいた大臣の空席が発生するのは、公任の死から更に5年後、永承元年（1046年）に藤原実資が90歳で死去したことに伴うものであった）。